# Panamerikameisterschaft 1980 (Badminton)
Die Panamerikameisterschaft 1980 im Badminton war die vierte Auflage dieser kontinentalen Titelkämpfe. Sie wurde in San Diego ausgetragen.

## Medaillengewinner
| Disziplin         | Gold                             | Silber                           | Bronze                           |
| ----------------- | -------------------------------- | -------------------------------- | -------------------------------- |
| Herreneinzel      | Roy Díaz González                | Gary Higgins                     | John Czich                       |
| Herreneinzel      | Roy Díaz González                | Gary Higgins                     | Keith Priestman                  |
| Dameneinzel       | Johanne Falardeau                | Sandra Skillings                 | Wendy Carter                     |
| Dameneinzel       | Johanne Falardeau                | Sandra Skillings                 | Cheryl Carton                    |
| Herrendoppel      | John Britton Gary Higgins        | Dave deBelle Bob MacDougall      | John Czich Keith Priestman       |
| Herrendoppel      | John Britton Gary Higgins        | Dave deBelle Bob MacDougall      | Mathew Fogarty Mike Walker       |
| Damendoppel       | Linda Cloutier Johanne Falardeau | Cheryl Carton Vicky Toutz        | Denyse Julien Sandra Skillings   |
| Damendoppel       | Linda Cloutier Johanne Falardeau | Cheryl Carton Vicky Toutz        | Pam Bristol Brady Judianne Kelly |
| Mixed             | John Britton Cheryl Carton       | Keith Priestman Sandra Skillings | Jeff Goldsworthy Linda Cloutier  |
| Mixed             | John Britton Cheryl Carton       | Keith Priestman Sandra Skillings | Mike Walker Pam Bristol Brady    |
| Team (Devlin Cup) | Vereinigte Staaten               | Kanada                           | -                                |